# André Carles
André Carles, né le 8 octobre 1909 à Clichy et mort le 9 février 2006 à Carentan, est un homme politique français.

## Biographie
Docteur en droit et avocat de profession, il adhère au MRP à la Libération. En mai 1945, il est élu maire de Lisieux puis l'année suivante, il devient conseiller de la République, représentant le département du Calvados.
Au Conseil de la République, il est membre du groupe du Mouvement républicain populaire et siège dans les commissions de la reconstruction et de la justice. Son mandat sénatorial est cependant de courte durée puisqu'à nouveau candidat en 1948, cette fois-ci comme candidat isolé, il ne parvient pas à se faire réélire.
Reconduit dans ses fonctions de maire en 1947, il est battu lors du scrutin de mai 1953 et Robert Bisson lui succède. Pour son action à la tête de la cité lexovienne, il reçoit la distinction de maire honoraire.
Lors des élections législatives de janvier 1956, en troisième position sur la « liste d'action sociale, familiale et rurale » conduite par Jean-Marie Louvel, il tente de conquérir un mandat de député mais la liste MRP ne parvient à élire qu'un seul candidat. Il se retire alors de la vie politique.
Bâtonnier du barreau de Lisieux, il exerce sa profession juridique jusqu'à l'âge de 80 ans. Il meurt à Carentan le 9 février 2006.
Un rond-point de Lisieux porte aujourd'hui son nom.

## Détail des fonctions et des mandats
Mandat parlementaire
- 8 décembre 1946 - 7 novembre 1948 : sénateur du Calvados

Mandat local
- 18 mai 1945 - 6 mai 1953 : maire de Lisieux

## Décorations
- Chevalier de la Légion d'honneur
- Chevalier des Palmes académiques